# سي. ستولكن سون
سي. ستولكن سون (المعروف أيضًا باسم Stülcken-Werft ) شركة بناء سفن ألمانية تقع في هامبورغ وأسسها في عام 1846 هينريش كريستوف ستولكن.
خلال الحرب العالمية الأولى، قامت الشركة ببناء غواصة واحدة من غواصة يو-157 للبحرية الإمبراطورية الألمانية، تحت قيادة Max Valentiner الشهير الذي قام بأطول رحلة بحرية في الحرب من 27 نوفمبر 1917 إلى 15 أبريل 1918، ما مجموعه 139 يوما. خلال الحرب العالمية الثانية، قامت الشركة ببناء 24 غواصة من الفئة السابعة للبحرية النازية كريغسمارينه. استخدمت الشركة عمالة الرقيق في معسكر اعتقال نوينجاممي مع معسكرها الفرعي الخاص بها.
بعد الحرب، أنشأت الشركة عدة سفن للبوندسمارين. في الخمسينيات من القرن العشرين، طورت الشركة ما يسمى بدير ستولكين وهو جهاز رفع للبضائع الثقيلة للغاية.
أستحودثت عليها شركة بلوم اند فوس في عام 1966.

## روابط خارجية
- uboat.net: ملخص لقوارب U للحرب العالمية الأولى التي بناها HC Stülcken Sohn
- uboat.net: ملخص لقوارب U للحرب العالمية الثانية التي بناها HC Stülcken Sohn